# Moho molokaiský
Moho molokaiský (Moho bishopi) je vyhynulý pták z čeledi Mohoidae. Byl pojmenován Walterem Rothschildem po Charlesi Reed Bishopovi, zakladateli Bishopova muzea.

## Popis
Moho hnědý byl jedním ze zástupců rodu moho (Moho), v havajštině nazývaných ʻōʻō, který čítal čtyři druhy. Měřil okolo 29 cm, ocas byl dlouhý 10 cm. Peří bylo většinou černé se žlutými chomáčky peří.

## Výskyt
Moho molokaiský byl endemitem na Havajských ostrovech, žil na ostrově Molokai a vzácněji také na Maui a Lanai. Vyskytoval se v nadmořské výšce 1500 až 2000 metrů.

## Potrava
Živil se převážně rostlinnou složkou (květy a nektar).

## Vyhynutí
Na ostrově Molokai se vyskytoval do roku 1915, dlouhou dobu byl považován za vyhynulého. V roce 1981 byl nalezen jedinec na ostrově Maui, jiní jedinci se bohužel nenašli a tak je to považováno za poslední pozorování. Ovšem podle některých vědců je toto spatření sporné.